# Grupo de Longo Alcance do Deserto

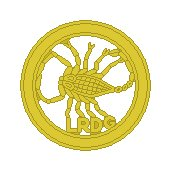
Insígnia do
Long Range Desert Group

O Grupo de Longo Alcance do Deserto (em inglês: Long Range Desert Group) foi uma unidade do Exército Britânico durante a Segunda Guerra Mundial para acções no Norte de África. Ficaram conhecidos como os Escorpiões do Deserto.

## História
A unidade foi criada no Egipto na sequência da declaração de guerra italiana, em Junho de 1940, pelo major Ralph Alger Bagnold coadjuvado pelos capitães Patrick Clayton e William Shaw, agindo de acordo com as instruções do general Archibald Wavell. Treinados e especializados em recolha de informação, e reconhecimento mecanizado, nos vastos desertos de África. Com o final da Guerra a unidade foi extinta.
Durante a Campanha do Deserto, de 1940 a 1943 o LRDG, que operava centenas de quilómetros atrás das linhas inimigas a recolher informações, também realizava ataques, e sabotagens nas linhas de comunicações e abastecimento das Forças do Eixo. Uma sub-unidade, denominada "Patrols", realizou inclusivamente uma operação de uma escala (maior (a Operation Caravan) na qual atacou a cidade de Barce na Líbia e o seu aeroporto na noite de 13 de Setembro de 1942.
O marechal Erwin Rommel reportadamente disse sobre o LRDG: "O LRDG causou-nos mais estragos que qualquer outra unidade daquele tamanho".

### Outras unidades miliares relacioandas
- Afrika Korps
- 8º Exército Britânico

### A LRDG nas artes
- Tobruk (filme) - Cinema